# Pontien Ndabaneze
Pontien Ndabaneze ( n. 1952 ) es un botánico y taxónomo burundiense, que desarrolla su actividad científica y académica en el "Departamento de Biología" del Herbario de la Universidad de Burundi. Es especiealista en poáceas.
Es decano de la Facultad de Agricultura, de dicha Universidad
- La abreviatura «Ndab.» se emplea para indicar a Pontien Ndabaneze como autoridad en la descripción y clasificación científica de los vegetales.[4]

## Algunas publicaciones

### Libros
- 1989. Catalogue des Graminées du Burundi. Editor Éd. de Lejeunia, 127 pp.

- 1983. Flore agrostologique du Burundi: index des lieux de récolte. Editor Jardin botanique national de Belgique, 26 pp.

## Honores
- Personal del Concejo Interuniversitario de la región del África Oriental[5]